# Большие огненные шары
«Большие огненные шары» (англ. Great Balls Of Fire!) — американский кинофильм 1989 года режиссёра Джима Макбрайда, байопик о жизни американского музыканта Джерри Ли Льюиса, поставленный по книге воспоминаний его бывшей жены Майры Браун. Вайнона Райдер, сыгравшая её роль, получила премию Young Artist Awards. Фильм собрал более 13,6 миллионов долларов в американском прокате (3,8 миллионов долларов в первую неделю).

## Сюжет
В 1956 году начинающий музыкант Джерри Ли Льюис, приехавший к двоюродному брату, записывает несколько песен. К нему приходит известность и слава. Льюис увозит 13-летнюю двоюродную племянницу Майру в соседний штат, где они поженились. Затем он уезжает на гастроли в Великобританию. Однако, узнав о возрасте его жены, британская пресса начинает против него кампанию критики. Под давлением общественности Льюис вынужден вернуться в США. Его карьера пошла на спад, но он продолжает выступать в маленьких городах. В финале фильма Майра сообщает Льюису, что беременна.

## В ролях
- Деннис Куэйд — Джерри Ли Льюис
- Вайнона Райдер — Майра Гейл Браун
- Джон Доу — Дж. В.
- Стивен Тоболовски — Джуд Филлипс
- Трей Уилсон — Сэм Филлипс
- Алек Болдуин — Джимми Сваггарт
- Стив Аллен — камео
- Лиза Блаунт — Лоис Браун
- Джошуа Шеффилд — Расти Браун
- Моджо Никсон — Джеймс Ван Итон
- Джимми Воан — Ролан Джейнс
- Дэвид Р. Фергюсон — Джек Клемент
- Роберт Лессер — Алан Фрид
- Майкл Сен-Жерар — Элвис Пресли
- Лиза Джейн Перски — ребёнок
- Питер Кук — британский репортер
- Джерри Ли Льюис — исполнитель музыки

## Критика
На агрегаторе рецензий Rotten Tomatoes фильм имеет рейтинг 65 % на основе 25 рецензий со средним рейтингом 5,8 из 10.
Кинокритик Роджер Эберт дал невысокую оценку картине, отметив слабый сценарий.